# Перевёрнутая T
Ʇ, ʇ (перевёрнутая T) — буква расширенной латиницы. Использовалась в некоторых сиуанских языках, в основном Джеймсом Оуэном Дорси в XIX веке. Также использовалась в МФА для обозначения зубного щелчка, пока в 1989 году не была заменена на ǀ.

## Использование
Джеймс Оуэн Дорси использовал ʇ в своих опубликованных работах для обозначения звука [tː], который присутствует в трёх языках дегиха: омаха-понка, квапау и канса. Он также использует его в языке осейдж для обозначения звука [ʰt], так как [tː] отсутствует в этом языке.
В МФА ʇ ранее обозначала зубной щёлкающий согласный, ныне обозначаемый буквой ǀ.
Буква также используется в вариантах Юнифона Shaw-Malone Forty-Phoneme Alphabet и Indian Unifon Single-Sound Alphabet.